# Gurjit Kaur
Gurjit Kaur (en pendjabi : ਗੁਰਜੀਤ ਕੌਰ, et en hindi : गुरजीत कौर) est une joueuse indienne de hockey sur gazon,,. Elle joue le rôle de défenseur et est également la drag flicker désignée de l'équipe. Elle a représenté l'Inde sur la scène internationale, plus récemment à la Coupe du monde de hockey 2018. Elle a été la meilleure buteuse lors du triomphe de l'Inde en Coupe d'Asie avec 8 buts. Elle a disputé 53 matches internationaux, en juillet 2018,. Elle a été nommée "Joueuse de l'année" féminine aux FIH Player of the Year Awards pour l'année 2020-21.

## Vie première
Gurjit Kaur est né le 25 octobre 1995, dans le village de Miadi Kalan à Amritsar, Pendjab. Elle est née dans une famille d'agriculteurs de parents Satnam Singh et Harjinder Kaur. Elle a une sœur aînée, Pradeep Kaur. Il était important pour ses parents de lui donner, à elle et à sa sœur, une éducation de qualité. Ils ont donc choisi d'envoyer leurs deux filles dans une école privée à Ajnala, à plus de 13 km, au lieu de l'école publique locale du village. Le père de Gurjit, Satnam Singh, faisait monter ses filles dans son vélo et les conduisait à l'école, et attendait toute la journée jusqu'à ce que leur école passe pour les ramener.
Comme ce n'était pas une solution pratique, ses parents ont finalement décidé d'envoyer leurs deux filles dans un internat à plus de 70 km de là à Kairon dans le district de Tarn Taran au Pendjab en 2006. Kairon était l'une des pépinières de hockey féminin les plus anciennes et les plus célèbres, et c'est là que les deux sœurs ont découvert leur passion pour le sport. Leur excellence au hockey leur a valu une place dans l'aile gouvernementale de l'école, leur accordant une éducation et des repas gratuits, ce qui a soulagé les parents à court d'argent des sœurs.
Gurjit Kaur a poursuivi ses études à Kairon jusqu'en 2011, après quoi elle a déménagé au Lyallpur Khalsa College for Women de Jalandhar pour poursuivre ses études et sa formation - c'est là qu'elle a pris au sérieux le drag-flicking. Après cela, elle a été placée dans les Chemins de fer indiens en tant que commis subalterne à Allahabad.

## Carrière
Gurjit Kaur a eu sa première chance de jouer pour le pays lorsqu'elle a été appelée pour le camp national senior en 2014. Cependant, elle n'a pas pu obtenir une place dans l'équipe,. Ce n'est qu'en 2017 qu'elle est devenue membre permanent de l'Inde. Gurjit Kaur a ensuite joué dans la série Test au Canada en mars 2017, la ronde 2 de la Ligue mondiale de hockey en avril 2017 et les demi-finales de la Ligue mondiale de hockey en juillet 2017.
L'entraîneur-chef néerlandais de l'Inde, Sjoerd Marijne, l'a encouragée à changer de bâton pour améliorer le drag flicking, ce qui a amélioré son jeu. "Le bâton que j'utilisais plus tôt était léger et je n'avais pas assez de puissance. Alors, quand nous sommes allés en Hollande, Marijne m'a demandé d'essayer le drag-flicking avec un autre bâton. C'était beaucoup mieux et je me sentais plus puissant. Le changement m'a aidé », a déclaré Gurjit dans une interview à The Tribune. Marijne s'est également arrangée pour qu'elle s'entraîne avec l'entraîneur néerlandais Toon Siepman, qui l'a aidée à travailler sur ses bases comme sa posture et son jeu de jambes pendant le processus de drag-flicking.
Le temps de Gurjit Kaur sous les projecteurs est survenu lors de la Coupe d'Asie 2017, au cours de laquelle l'équipe indienne est devenue championne continentale et s'est par conséquent qualifiée pour une place à la Coupe du monde féminine de hockey sur gazon à Londres en 2018. Gurjit Kaur a terminé le tournoi en tant que troisième meilleur buteur en inscrivant huit buts, et a également été le meilleur buteur de l'équipe indienne. Elle a converti sept corners de pénalité, dont un triplé contre le Kazakhstan en quart de finale. En demi-finale, elle a marqué deux fois contre le Japon, champion en titre,.
Gurjit Kaur a également réalisé une performance impressionnante aux Jeux du Commonwealth de 2018, qui se sont tenus en Australie. Bien que l'Inde n'ait pas obtenu de podium, arrivant à la quatrième place, Gurjit Kaur a attiré l'attention pour ses deux buts de conversion de corner contre la Malaisie lors de son deuxième match de la poule A du tournoi, aidant l'Inde à remporter une victoire 4-1.
Dans la perspective de la Coupe du monde de hockey 2018, l'équipe indienne a disputé une série de cinq matchs contre l'équipe nationale espagnole surnommée le Tour d'Espagne, qu'elle a remporté 4-1. Dans le match final, Gurjit Kaur a marqué deux buts aux côtés du skipper Rani Rampal qui a également marqué deux buts, portant le score final à 4-1,.
Gurjit Kaur fait également partie de l'équipe de la Coupe du monde de hockey en tant que défenseur indien et drag flicker.
Gurjit Kaur a également réalisé une autre performance impressionnante en marquant le seul but contre l'Australie aux Jeux olympiques d'été de 2020. Cela a aidé l'Inde à atteindre les demi-finales du hockey féminin olympique pour la toute première fois.